# رون هاردي
رون هاردي (بالإنجليزية: Ron Hardy)‏ هو دي جيه أمريكي، ولد في 8 مايو 1958، وتوفي في 2 مارس 1992 في شيكاغو في الولايات المتحدة.

## وصلات خارجية
- رون هاردي على موقع ميوزك برينز (الإنجليزية)
- رون هاردي على موقع أول ميوزيك (الإنجليزية)
- رون هاردي على موقع ديسكوغز (الإنجليزية)